# For Those Unborn
For Those Unborn è un cortometraggio muto del 1914 diretto da Christy Cabanne sotto la supervisione di David W. Griffith. Ha come protagonista femminile Blanche Sweet, una delle più note attrici del cinema muto; tra gli altri interpreti, appare anche il nome di Jack Conway che, in seguito, diventerà un noto regista.
Prodotta dalla Majestic Motion Picture Company e distribuita dalla Mutual Film, la pellicola uscì nelle sale il 6 settembre 1914.

## Distribuzione
Il film - un cortometraggio in due bobine della lunghezza di 600 metri - fu distribuito in sala il 6 settembre 1914 attraverso la compagnia di distribuzione Mutual Film.